# Брейшору
Брейшору (рум. Brăișoru) — село у повіті Клуж в Румунії. Входить до складу комуни Синкраю.
Село розташоване на відстані 363 км на північний захід від Бухареста, 49 км на захід від Клуж-Напоки.

## Населення
За даними перепису населення 2002 року у селі проживали 129 осіб, з них 128 осіб (99,2%) румунів. Рідною мовою 128 осіб (99,2%) назвали румунську.